# Kimberly Williamson
Kimberly Williamson (Frankfield, 2 ottobre 1993) è un'altista giamaicana.

## Biografia
Originaria della parrocchia di Clarendon, Williamson ha esordito internazionalmente ai Mondiali allievi nel 2009. Dopo aver preso parte alle maggiori competizioni regionali, ha debuttato con la nazionale seniores nel 2011 ai Giochi panamericani in Messico. Dopo aver esordito al suo primo Mondiale nel 2017, senza avanzare in finale, Willimason ha vinto una medaglia di bronzo ai Giochi panamericani in Perù.
Williamson ha fatto parte della squadra atletica della Kansas State University con la quale ha preso parte ai campionati NCAA.

## Palmarès
| Anno | Manifestazione          | Sede          | Evento        | Risultato | Prestazione | Note |
| ---- | ----------------------- | ------------- | ------------- | --------- | ----------- | ---- |
| 2009 | Mondiali U18            | Bressanone    | Salto in alto | 17ª (q)   | 1,74 m      |      |
| 2010 | Campionati CAC U20      | Santo Domingo | Salto in alto | 8ª        | 1,65 m      |      |
| 2011 | Panamericani U20        | Miramar       | Salto in alto | Bronzo    | 1,80 m      |      |
| 2011 | Giochi panamericani     | Guadalajara   | Salto in alto | 7ª        | 1,78 m      |      |
| 2012 | Giochi CARIFTA U20      | Hamilton      | Salto in alto | Oro       | 1,82 m      |      |
| 2012 | Campionati CAC U20      | San Salvador  | Salto in alto | Argento   | 1,85 m      |      |
| 2012 | Mondiali U20            | Barcellona    | Salto in alto | 27ª (q)   | 1,70 m      |      |
| 2014 | Giochi del Commonwealth | Glasgow       | Salto in alto | 21ª (q)   | 1,71 m      |      |
| 2015 | Giochi panamericani     | Toronto       | Salto in alto | 6ª        | 1,88 m      |      |
| 2017 | Mondiali                | Londra        | Salto in alto | 17ª (q)   | 1,89 m      |      |
| 2019 | Giochi panamericani     | Lima          | Salto in alto | Bronzo    | 1,84 m      |      |
| 2022 | Mondiali                | Eugene        | Salto in alto | 11ª       | 1,89 m      |      |
| 2022 | Giochi del Commonwealth | Birmingham    | Salto in alto | Bronzo    | 1,92 m      |      |
| 2022 | Campionati NACAC        | Freeport      | Salto in alto | 6ª        | 1,75 m      |      |
| 2023 | Mondiali                | Budapest      | Salto in alto | 28ª (q)   | 1,85 m      |      |